# Slow Train
 (mai 2008).
Si vous disposez d'ouvrages ou d'articles de référence ou si vous connaissez des sites web de qualité traitant du thème abordé ici, merci de compléter l'article en donnant les références utiles à sa vérifiabilité et en les liant à la section « Notes et références ».
Slow Train est un duo de musique électronique formé de Michelle Nichol (Lady Z), chanteuse de soul britannique, et de Morten Hansen, artiste et producteur danois. Leur premier album touche au downtempo, au trip hop ou encore au  reggae.

## Discographie
- 2003 - Slow Train - Illegal Cargo (Wagram / Murena Records)
- 2006 - Slow Train Soul - Santimanitay (Quango Records / Murena Records)